# Berliner Vorstadtkirchen
Als Berliner Vorstadtkirchen oder Schinkelsche Vorstadtkirchen werden vier Kirchengebäude bezeichnet, die in den 1830er Jahren von Karl Friedrich Schinkel entworfen und erbaut wurden. Sie wurden errichtet, als Berlin im Zuge der Industrialisierung stark expandierte und im Norden der Stadt neue Siedlungsgebiete zugewiesen wurden. Drei der Kirchen sind weitgehend erhalten geblieben, die im Zweiten Weltkrieg schwer beschädigte Elisabethkirche wird derzeit saniert.

## Geschichte

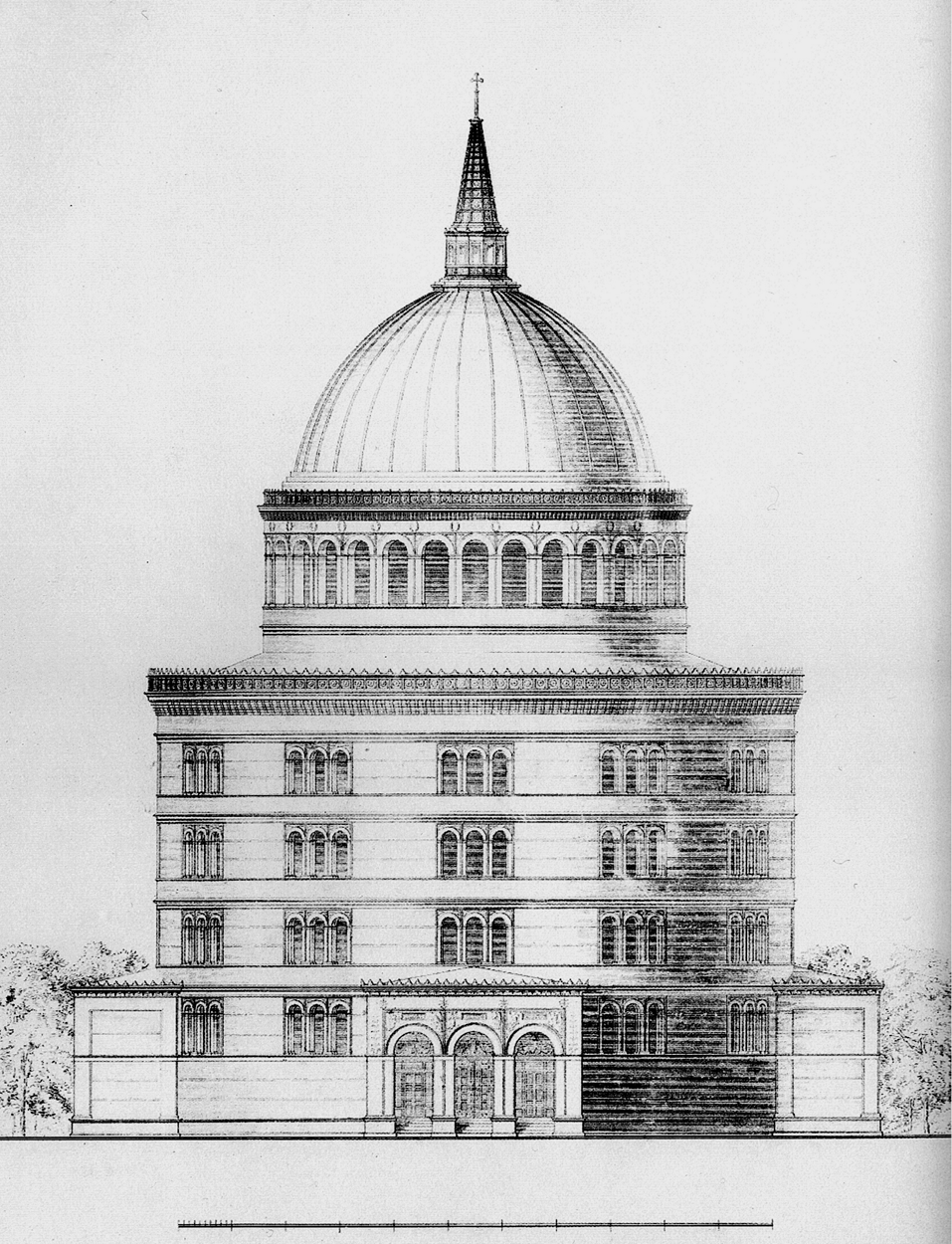
Einer der ursprünglichen Entwürfe Schinkels von 1828 sah einen Rundbau mit Kuppel vor. Bildunterschrift: „Ansicht der Kirche in der Oranienburger Vorstadt bei Berlin, nach dem Entwurf N°IV.“

Der preußische König Friedrich Wilhelm III. wünschte ursprünglich den Bau von lediglich zwei Kirchen im Berliner Norden, die dafür sehr groß geworden wären. Sie sollten 2.500 bis 3.000 Plätze umfassen und hätten den damaligen Dom und die noch im Bau befindliche Friedrichswerdersche Kirche in den Dimensionen bei weitem übertroffen. Schinkel erhielt 1828 den Bauauftrag und reichte fünf Entwürfe ein, darunter auch den eines ungewöhnlichen zylindrischen Baukörpers mit Kuppel.
Die erwarteten Baukosten wären jedoch zu hoch gewesen. Mit dem Bau kleinerer Kirchen ließen sich nicht nur die Baukosten senken, sondern man kam auch der Idealvorstellung von einer dichten und räumlich nahen seelsorgerischen Versorgung der Bevölkerung nahe. Schinkel selbst war es, der die Verkleinerung der Entwürfe, für die sich der König schließlich entschlossen hatte, vorschlug. 1832 entschied man sich, insgesamt vier Kirchen zu bauen. An der Elisabethkirche wurde zu dem Zeitpunkt bereits gebaut, sie ist daher etwas größer als die drei anderen Kirchen, die mit dem Entschluss zur größeren Zahl abermals kleiner konzipiert wurden. Nach zügigem Voranschreiten der Bauarbeiten konnten die Vorstadtkirchen 1835 vollendet und ihrer Bestimmung übergeben werden.

## Architektonisches Konzept
Allen vier Kirchen liegt ein identisches, einfaches Konzept zugrunde, da der König vor allem preisgünstige und schmucklose Zweckbauten für die proletarische Bevölkerung der neu zu erschließenden Vorstädte verlangte. Auf Türme und aufwändige Fassaden musste verzichtet werden (die Johannis- und die Paulskirche erhielten jedoch nachträglich je einen separaten Glockenturm). Schinkel gelangen trotz der finanziellen Einschränkungen interessante und architektonisch prägende Lösungen. Den identischen Grundplan eines auf rechteckigem Grundriss stehenden Saalbaues variierte er durch unterschiedliche Fensterformen, den Vorsatz von Säulenhallen und dadurch, dass zwei Kirchen verputzt wurden, während bei den anderen beiden die Klinker sichtbar blieben.

## Liste der Kirchen

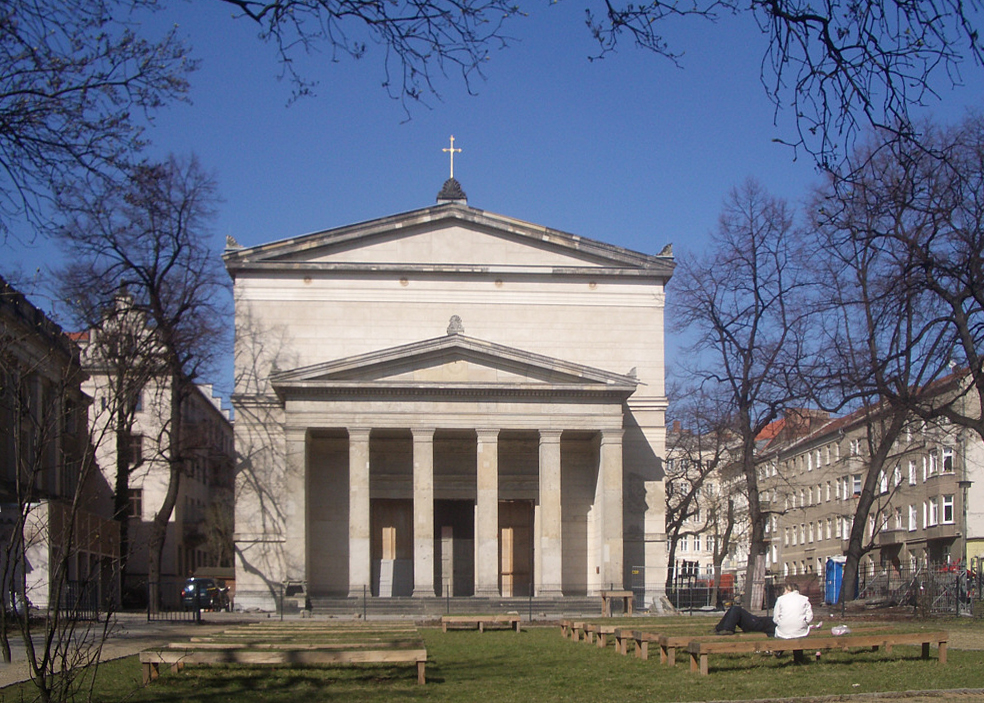
Elisabethkirche Mitte (Invalidenstraße)
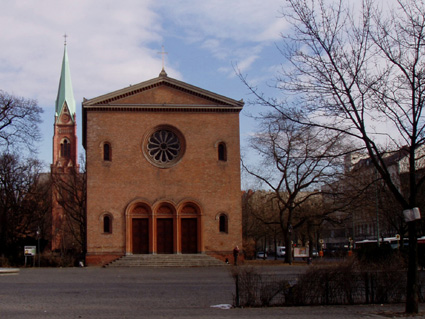
Nazarethkirche Wedding (Leopoldplatz) Links im Hintergrund der Turm der neogotischen Neuen Nazarethkirche
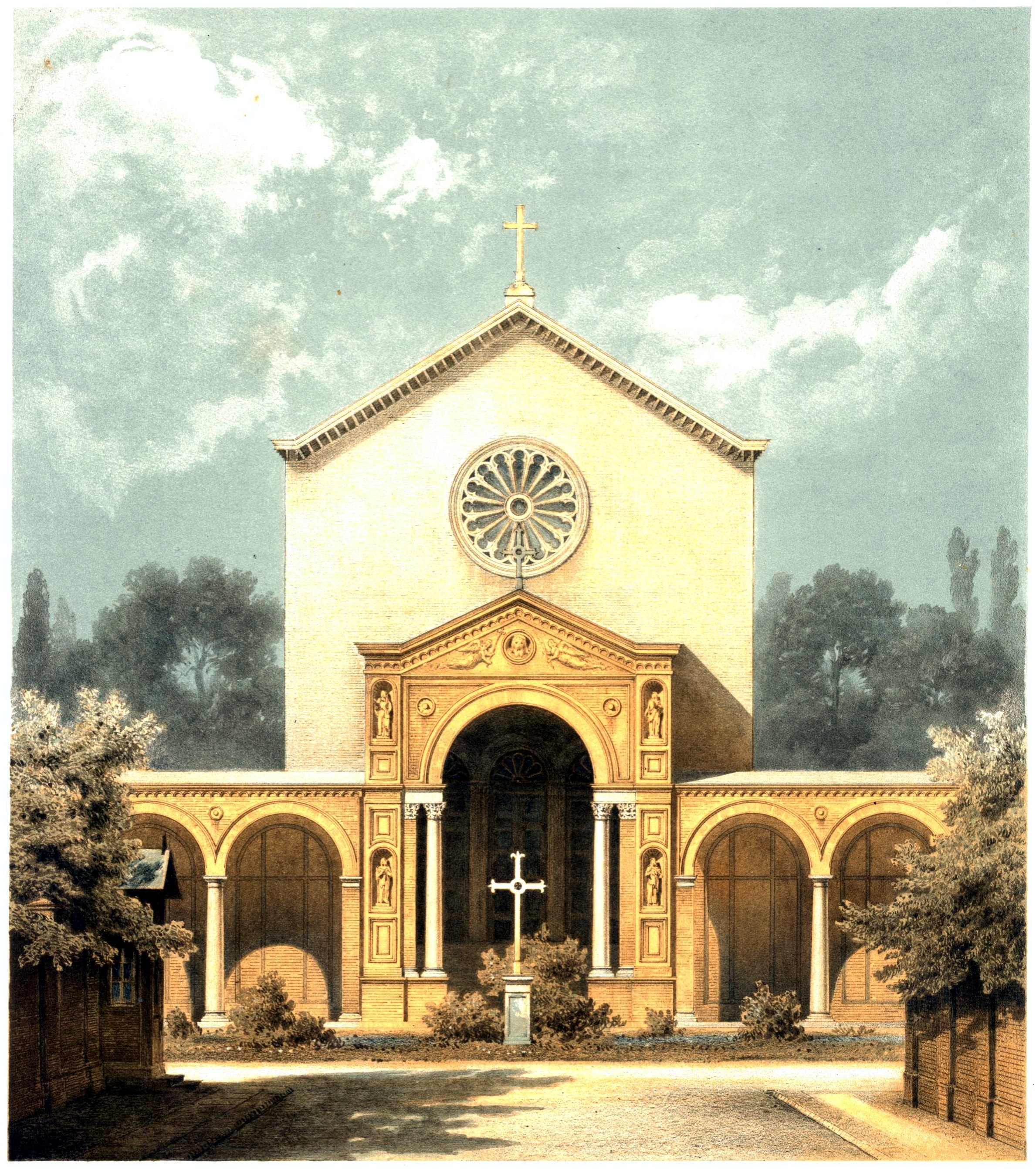
Die Johanniskirche in Moabit
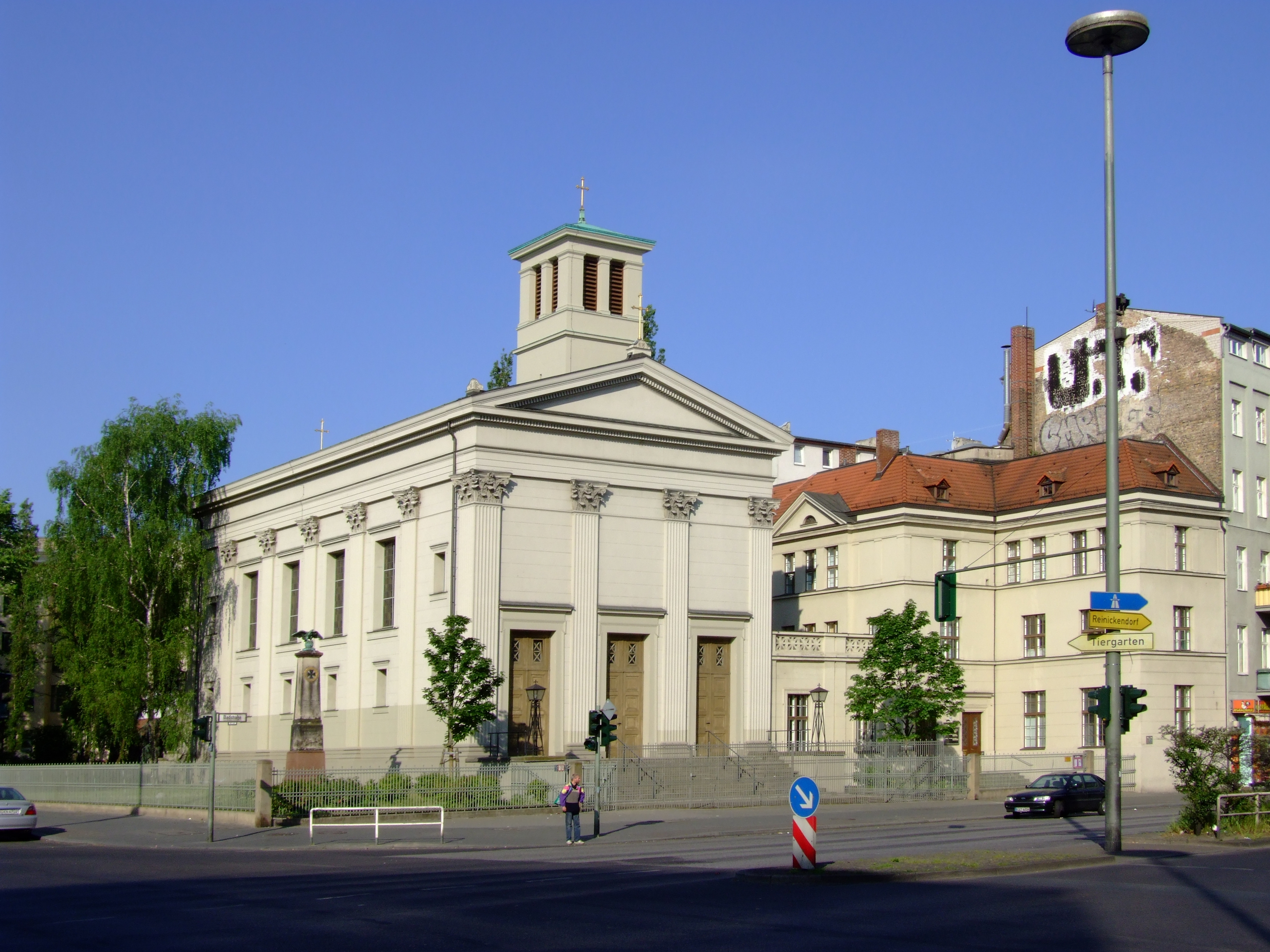
Die Paulskirche im Gesundbrunnen